# Hermann Bertelé
Hermann Bertelé, né le 9 mars 1902 à Vienne (Autriche-Hongrie), est un militant communiste et résistant qui a espionné après-guerre en France pour le compte des services de renseignements polonais.

## Biographie
Hermann Bertelé, citoyen autrichien, s'engage en 1936 dans les Brigades internationales de la guerre d'Espagne par conviction communiste. Il se réfugie en France au moment de la victoire de Franco, ne pouvant rentrer en Autriche, annexée par Hitler depuis l'Anschluss. Il est membre d'un réseau de FTP dans l'Isère pendant l'Occupation. Il est arrêté à Grenoble alors qu'il manifestait le 11 novembre 1943 et est déporté au camp de Dora.
Après la guerre, il demande sa naturalisation française qu'il obtient en 1948, s'étant marié avec une Française. Il est au service du Z II à partir de 1946 et son réseau va fournir pendant plus de dix ans des renseignements militaires à l'Est. Il ouvre une librairie, avec une section de livres religieux et d'objets pieux catholiques, 23 rue Mauconseil à Fontenay-sous-Bois et loge dans un appartement au-dessus. Il installe une radio à ondes courtes pour écouter les messages du Z II diffusés sur Radio Varsovie. La DST est au courant de certains de ses agissements, sous son nom de code Monsieur Armand, depuis les années 1950, mais abandonne toute enquête en 1958. Pendant des années, Bertelé, dit M. Armand, est à la tête d'un réseau d'espionnage et fournit aux fonctionnaires du renseignement polonais travaillant pour le pacte de Varsovie des documents de l'OTAN, alors installée boulevard Lannes à Paris.
C'est un transfuge polonais réfugié au Japon qui dénonce M. Armand, dont il ignore la véritable identité. La DST l'arrête à son domicile le 30 avril 1959, découvrant les preuves qu'elle recherchait : liste des correspondants et comptabilité de son réseau, consignes de sécurité, emplacement des boîtes aux lettres mortes et codes de chiffrement.
Son agent traitant, Kasimierz Dopiérala, secrétaire de l'attaché militaire polonais à Paris, non couvert par l'immunité diplomatique, est arrêté quelques jours plus tard. Il est emprisonné quelque temps à la prison de la Santé et expulsé.
Hermann Bertelé est jugé et condamné à la déchéance de la nationalité française et à dix ans de prison qu'il effectue en grande partie à la maison d'arrêt d'Évreux. Il est libéré par anticipation en 1967 et expulsé avec sa femme vers la Pologne.
Ce nom de « Monsieur Armand » lui valut d'être confondu avec Edmond Foeglin, surnommé « Armand ».